# Lasi János
Lasi János (Káty, 1890. – ?) az Osztrák–Magyar Monarchia légierejében szolgáló műszaki tiszthelyettes volt az első világháború idején, aki Julius Arigi társaságában egyetlen légiharc során öt ellenséges repülőgép lelövésében vett részt.

## Élete
Lasi János 1890-ben született a Bács-Bodrog vármegyei Káty községben. Az elemi iskola elvégzése után bognárnak tanult. Könnyen tanult nyelveket, anyanyelvén kívül szerbül, horvátul és németül beszélt. 1911-ben került a hadseregbe, ahol technikai ismeretei miatt hamarosan az 1. repülőszázad műszaki személyzetéhez vezényelték.
A világháború kitörését követően, 1914 szeptemberében a balkáni frontra, a Wilhelm Dvorak százados parancsnoksága alatt álló 6. repülőszázadhoz küldték, amelynek a Cattarói-öbölnél fekvő Igalo repterén volt a bázisa. Lasi itt szerelői és fegyvermesteri teendőket látott el. 1916 januárjában a század délebbre, az albániai Szkutari mellé költözött. Az ekkor másodlagos fontosságúnak tartott balkáni fronton a létszámhiány és a gyakori betegségek (malária, tífusz) miatt gyakran Lasinak is repülőgépbe kellett ülnie és megfigyelői feladatokat bíztak rá.
1916. augusztus 22-e reggelén hat Farman típusú gépből álló olasz bombázókülönítmény indult a Monarchia durazzói flottabázisának támadására. A 6. repülőszázad parancsnoka, Emil Cioll megtiltotta a felszállást, mert a repülőtéren egyetlen megfigyelőtiszt sem tartózkodott és a vonatkozó előírások szerint a felderítő gépekben jelenlétük kötelező volt. Az egyik pilóta, Julius Arigi őrmester (aki később a Monarchia második legeredményesebb ászpilótája lett, de ekkor még egyetlen győzelmet sem aratott) az utasítást megszegve, magával hívta Lasit és felszálltak az egyik Hansa-Brandenburg C.I típusú felderítőgéppel. Miután rábukkantak az olasz bombázókra, félórás légiharc során, Arigi jó manőverezése és Lasi pontos géppuskatüze révén sikerült a hat bombázóból ötöt lelőniük. Időközben csatlakozott hozzájuk a durazzói bázisról felszálló Lohner L repülőcsónakban Friedrich Lang fregatthadnagy és Franz Kohlhauser altiszt és két Farman földre kényszerítésében ők is besegítettek. Arigi és Lasi így egy csapásra ászpilóták lettek.
Lasi ezután jelentkezett a pilótatanfolyamra: igazolványát 1917. május 22-én kapta meg. Júniusban az 1. repülőpótszázadhoz helyezték, ahol oktatóként szolgált a háború végéig.
A világháború után szlovén feleségével együtt a Jugoszláv Királyság polgára volt, életének további részletei és halálának időpontja nem ismert.

## Kitüntetései
- Ezüst Vitézségi Érem I. osztály
- Koronás Ezüst Érdemkereszt hadiszalagon
- 1912-1913 évi Emlékkereszt

## Légi győzelmei
| Sorszám | Dátum               | Egység          | Repülőgép             | Ellenfél |
| ------- | ------------------- | --------------- | --------------------- | -------- |
| 1       | 1916. augusztus 22. | 6. repülőszázad | Hansa-Brandenburg C.I | Farman   |
| 2       | 1916. augusztus 22. | 6. repülőszázad | Hansa-Brandenburg C.I | Farman   |
| 3       | 1916. augusztus 22. | 6. repülőszázad | Hansa-Brandenburg C.I | Farman   |
| 4       | 1916. augusztus 22. | 6. repülőszázad | Hansa-Brandenburg C.I | Farman   |
| 5       | 1916. augusztus 22. | 6. repülőszázad | Hansa-Brandenburg C.I | Farman   |